# Aleksandr Petrovič Tormasov
Il conte Aleksandr Petrovič Tormasov (in russo Александр Петрович Тормасов?) (11 agosto 1752 – Mosca, 13 novembre 1819) è stato un generale russo in servizio durante le guerre napoleoniche.

## Gioventù
Aleksandr Tormasov discendeva da un'antica nobile famiglia. All'età di dieci anni entrò in servizio come paggio d'Onore, e a venti anni, nel 1772, iniziò il servizio militare come tenente del reggimento di fanteria Vjatka. Nel giro di poche settimane si unì allo staff di Jakov Bruce come aiutante di campo. Tre anni dopo Tormasov formò e comandò il reggimento di cacciatori della Finlandia con il grado di tenente colonnello. Nel 1782 il principe Potëmkin gli assegnò il comando di un'operazione in Crimea. Dopo questo incarico Tormasov comandò gli ussari Dolmatskij, grazie ai quali creò il reggimento di cavalleria leggera alessandrino con il grado di colonnello.

## Generale
Nel 1788-1791 prese parte alla guerra russo-turca, partecipando all'assedio di Očakov ed alle razzie lungo il fiume Danubio. Fu promosso maggior generale il 21 marzo 1791. Comandò la cavalleria posta sul fianco sinistro nella battaglia di Machin, grazie alla quale ricevette l'ordine di San Giorgio di terzo grado. Nel 1792 e nel 1794 riscosse successi contro la Confederazione polacco-lituana nel corso della guerra russo-polacca del 1792 e della rivolta di Kościuszko, comandando una delle colonne di Suvorov nell'attacco a Praga.
Come molti altri generali del tempo, fu dimissionato dall'imperatore Paolo I l'11 luglio 1799 e fu imprigionato per molti mesi nella fortezza di Dünamünde. Il 16 novembre 1800 fu riammesso nell'esercito. Il 15 settembre 1801, giorno dell'incoronazione del nuovo imperatore Alessandro I, fu promosso generale di cavalleria. In seguito ricoprì cariche amministrative fino al 1803.

## Governatore e comandante
A partire dal 1803 fu governatore di Kiev, Minsk, e dal 1807 anche di Riga. Tra il 1809 ed il 1811 fu viceré di Georgia e comandante in capo del Caucaso. Dopo che ebbe iniziò l'invasione francese della Russia, il 25 marzo 1812 Aleksandr Tormasov divenne comandante in capo dei 40 000 uomini che componevano la terza (riserva) dell'esercito dell'ovest. Avanzando verso nord contro Jean Reynier a metà luglio, sconfisse la brigata sassone di Klengel a Kobryn il 27, riportando la prima vittoria russa della campagna. Tormasov ricevette l'ordine di San Giorgio di 2º grado per questa vittoria. Sconfitto prima da Reynier e poi da Schwarzenberg a Gorodetschna (Podobna, Prujany) il 12 agosto, si ritirò a Ratno per unirsi a Pavel Vasil'evič Čičagov, con cui si incontrò sul fiume Styr il 18 settembre. Dopo la fusione il comando fu assunto da Michail Illarionovič Kutuzov, che guidò il gruppo nella battaglia di Brest-Litovsk del 9 ottobre. Dopo aver ricevuto l'ordine di accerchiare la Grande Armata a Liady, fu richiamato all'interno dell'esercito principale da Kutusov dopo essere stato respinto nella battaglia di Krasnoi svoltasi il 15 novembre. Dopo aver ricevuto a dicembre da Kutusov il comando di tutte le truppe, divenne comandante dell'intero esercito russo dopo la morte di Kutusov.
Nel 1813 guidò l'esercito russo nella battaglia di Lützen, dopodiché dovette dare le dimissioni a causa di problemi di salute.

## Ultimi anni
Dopo aver lasciato il servizio militare divenne membro del Consiglio di Stato. Il 30 agosto 1814 successe al conte Fëdor Vasil'evič Rostopčin come governatore generale del governatorato di Mosca. Due anni dopo ricevette il titolo di conte per gli sforzi profusi nella ricostruzione della città.
Dopo la sua morte avvenuta a Mosca il 13 novembre 1819, fu sepolto nel monastero Donskoj. Il suo unico figlio morì nel 1839, per cui la famiglia si estinse.